# Alexeter montanoi
Alexeter montanoi là một loài tò vò trong họ Ichneumonidae.